# Juillac (Żyronda)
Juillac – miejscowość i gmina we Francji, w regionie Nowa Akwitania, w departamencie Żyronda.
Według danych na rok 1990 gminę zamieszkiwało 200 osób, a gęstość zaludnienia wynosiła 34 osób/km² (wśród 2290 gmin Akwitanii Juillac plasuje się na 977. miejscu pod względem liczby ludności, natomiast pod względem powierzchni na miejscu 1366.).